# Srikumar Banerjee
Srikumar Banerjee (25 de abril de 1946 - Bombay, 23 de mayo de 2021) fue un ingeniero metalúrgico indio. Se retiró como presidente de la Comisión de Energía Atómica de la India (AECI) y secretario del Departamento de Energía Atómica (DAE) el 30 de abril de 2012. 
Antes de su mandato como presidente del DAE, fue director del Centro de Investigación Atómica de Bhabha (BARC) del 30 de abril de 2004 al 19 de mayo de 2010. También se había desempeñado como profesor titular de DAE Homi Bhabha en el Centro de Investigación Atómica de Bhabha, Mumbai. Fue conocido como un gran metalúrgico físico. Banerjee falleció durante la madrugada del 23 de mayo de 2021 debido a un ataque al corazón en su residencia de Navi Mumbai. Se había recuperado del COVID-19 el mes anterior.

## Educación
En 1967, Banerjee se recibió con honores en ingeniería metalúrgica de la Instituto Indio de Tecnología Kharagpur. Posteriormente, se formó en la Escuela de Formación de BARC. Se unió a la antigua División de Metalurgia de BARC en 1968 y pasó toda su carrera científica en este establecimiento. Sobre la base del trabajo desarrollado por él en los primeros años de su carrera en BARC, obtuvo el doctorado. Licenciado en ingeniería metalúrgica por IIT Kharagpur, en 1974.
Banerjee ocupó puestos de visita en el extranjero, entre los que se incluyen la Universidad de Sussex en Brighton, Inglaterra, el Max-Planck-Institut für Metallforschung en Alemania, la Universidad de Cincinnati y la Universidad Estatal de Ohio en Estados Unidos.

## Honores y reconocimientos
Banerjee recibió el premio Shanti Swarup Bhatnagar de ciencia y tecnología en ciencias de la ingeniería (1989) y el premio civil del Gobierno de la India, Padma Shri, en 2005.
En 2010, la Universidad de Calcuta le otorgó el título de doctor honoris causa en Ciencias.
Banerjee fue miembro de la Academia de Ciencias de la India en Bangalore, la Academia Nacional de Ciencias enAllahabad y la Academia Nacional de Ingeniería de la India.
Banerjee fue profesor titular de DAE Homi Bhabha, Bhabha Atomic Research Center. Fue nombrado Presidente de la Junta de Gobernadores de IIT Kharagpur desde el 21 de marzo de 2014, por un período de tres años.